# Ferenc Mohácsi
Ferenc Mohácsi (Budapeste, 25 de outubro de 1929 – 30 de abril de 2025) foi um canoísta húngaro especialista em provas de velocidade.

## Carreira
Foi vencedor da medalha de bronze em C-2 1000 m em Melbourne 1956, junto com o seu colega de equipa Károly Wieland.

## Morte
Mohácsi morreu no dia 30 de abril de 2025, aos 95 anos.